# Gricualandia Oriental
 Gricualandia Oriental (afrikáans: Griekwaland-Oos), oficialmente conocido como Nueva Gricualandia (neerlandés: Nieuw Griqualand), fue uno de los cuatro estados Griqua de corta duración en el sur de África desde principios de la década de 1860 hasta finales de la década de 1870 y estaba ubicado entre Umzimkulu y Kinira, ríos al sur del Reino Sotho.
La capital de Gricualandia Oriental, Kokstad, fue el último lugar de asentamiento de un pueblo que había migrado varias veces en su viaje desde el cabo de Buena Esperanza hasta las montañas de la actual Lesoto.

## Historia

### Antecedentes
Antes de la llegada de los migrantes del oeste y el norte, el área formaba parte del Reino mpondo bajo el Rey Faku, quien gobernó como soberano de la dinastía de la etnia xhosa de 1815 a 1867. Durante su reinado, Faku inicialmente dio la bienvenida a muchos refugiados que llegaron a la frontera noreste del territorio, huyendo de las incursiones y redadas del ejército de Shaka (líder del Reino Zulú de 1816 a 1828) Como Faku finalmente se dio cuenta de que sus guerreros no podían defender la parte oriental de su reino contra Shaka, decidió evacuar el área, dejando atrás lo que se conoció como Nomansland (a menudo denominado como "La tierra de nadie" en fuentes contemporáneas).
Mientras tanto, un grupo de Griquas que había dejado el Cabo de Buena Esperanza en el siglo XVIII y se había establecido en el área alrededor de lo que hoy es Filópolis en 1826 se enfrentó a la perspectiva de que su área estuviera bajo el control del emergente Estado Libre de Orange (Oranje Vrijstaat - oficialmente establecido como una república boer en 1854). En 1861, la mayoría de estos habitantes se embarcaron en un viaje agotador y agotador, saliendo para moverse hacia el sur Ukhahlamba también llamado zokhahlamba Intaba eso significa montañas de Ukhahlamba (hoy conocido como la cordillera Drakensberg), pero los testigos de primera mano dan dos narrativas diferentes de las razones y motivaciones para su último trek.

### Llegada y asentamiento
Según la cuenta de John Robinson, primer Primer ministro de Natal, los habitantes de Philippolis fueron invitados por Sir George Grey, administrador del área en nombre del Reino Unido, para establecerse en lo mencionado anteriormente Nomansland, al sur de lo que para entonces se había convertido en los británicos colonia de Natal. Su solución allí era evitar un posible conflicto con el Estado Libre y servir simultáneamente como amortiguador contra bosquimanos y "sus incursiones depredadoras sobre los agricultores y nativos de Natal" Después de que su líder Adam Kok III había enviado una fiesta anticipada para inspeccionar el área, todo el grupo aceptó el acuerdo y llegó allí en 1862.
Sin embargo, los documentos oficiales recuperados más recientemente cuentan la historia de un acuerdo que se negoció entre los Oficina Colonial y el Estado Libre en 1854, mucho antes de que los Griquas tuvieran conocimiento de su destino. La Oficina Colonial acordó llevar a cabo la expulsión de toda la población a cambio de una solución de un conflicto fronterizo entre la Afrikáneres y los colonos del Cabo. Según las fuentes, Adam Kok III y sus seguidores sólo se enteraron de los planes seis años después de que el documento oficial hubiera sido firmado en secreto Dándose cuenta de que no podían reunir una fuerza de combate que pudiera igualar al ejército colonial y después de haber expresado su oposición a convertirse en súbditos de la Corona en la Colonia del Cabo o sirvientes en el Estado Libre, dejaron su tierra natal bajo coacción para entrar al exilio en 1863.
En última instancia, todas las fuentes están de acuerdo en que los últimos seguidores del gran líder de Griqua. terminaron en el área alrededor del Monte Currie y establecieron un Laager, un sitio de asentamiento simple compuesto por pequeñas cabañas, donde permanecieron durante más de media década En 1869, el reverendo Dower de la Sociedad Misionera de Londres visitó el lugar y acordó establecer una iglesia si la gente se mudaba una vez más. Kok consultó con la población, y eligieron un área más al sur de la montaña. Los Griquas se mudaron allí en 1872 y fundaron la ciudad de Kokstad, nombrada en honor a su líder
El estado que se estableció alrededor de Kokstad, mientras Griqua gobernaba, estaba poblado abrumadoramente por los pueblos xhosa preexistentes, con los Griqua formando sólo una minoría muy pequeña, políticamente dominante.

### Gobierno
Aunque, en términos históricos, constantemente en movimiento, con asentamientos permanentes existentes solo por intervalos cortos, la gente de Griqualand East logró establecer un Raad (o Volksraad), una reunión de 12 miembros que tomaron decisiones en nombre de la población de Griqua y formaron delegaciones para tratar con las políticas circundantes.

#### Moneda

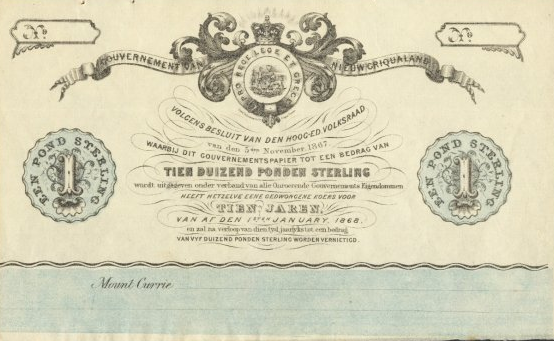
Billete de una libra esterlina de Nieuw Griqualand, 1868

En 1867, después del Banco de Durban había comenzado a imprimir sus propios billetes, Kok y sus seguidores se embarcaron en un experimento similar y tenían alrededor de 10.000 billetes de una libra impresos para su uso en el área. Los planes para introducirlos realmente nunca se materializaron y, con la excepción de algunas muestras restantes, casi todas fueron destruidas sin estar nunca en circulación.
Después del traslado a Kokstad, sin embargo, una nueva empresa en la introducción de una moneda local tuvo más éxito en 1874; diseñado por Strachan y Co. y acuñadas en Alemania, se usaron varias monedas y permanecieron en circulación mucho después del desestablecimiento del país.
La confirmación de que Strachan y Co circularon como dinero en la región desde 1874 proviene del Banco Estándar local en Kokstad. y el Director Gerente de Strachan and Co.

#### Simbolismo
El sello incluido en la caja de información es una réplica aproximada de un sello que se muestra en el primer conjunto de billetes de 1867, que es la única representación conocida y sobreviviente. En el billete en sí, está flanqueado a la izquierda y a la derecha por una banda o cinta que dice "GVAN OUVERNEMENT | NIEUW GRIQUALAND" e incluye a timón con manto. Los colores implícitos reales son desconocidos.
La bandera de Griqua es una versión verticalmente volteada del "Vierkleur" utilizado por Transvaal y el República Sudafricana. Una sola fuente data de su primera aparición documentada hasta 1903, pero la bandera en sí podría haber estado en uso antes; si Griqualand Este, como Estado independiente la desplegó o no, es incierto.

### Anexión británica (1878)
En las diferentes fuentes y versiones de la historia, el final de la historia de Griqualand East es tan controvertido como su comienzo, y las razones de la disolución del país siguen siendo confusas. Las fuentes locales del Cabo registran una solicitud oficial (pero altamente calificada) en 1869, de Adam Kok III, para el establecimiento del dominio británico, con la condición de que se respete el título de la tierra y que Griqualand East no se incorpore bajo ninguna circunstancia a la Colonia de Natal. Informes contemporáneos afirmaron que los Griquas vendieron gran parte de sus tierras voluntariamente, y que la anexión general del territorio tuvo lugar "por deseo de los propios habitantes". Por otro lado, la opinión entre el pueblo Griqua parece haber estado dividida. Una cita de Adam Kok III, al enterarse de los planes de las Oficinas Coloniales, sugiere que hubo malentendidos o incluso engaños involucrados en la anexión de Griqualand Este: "Allí lo tienes... no fuimos consultados. No podemos decir nada." Los británicos asumieron el control directo del territorio en 1874.
Lo que se conoce por un hecho es que el líder Griqua, cuyo nombre aún adorna la ciudad que fundó, murió en diciembre de 1875 después de haber sido gravemente herido en un accidente de tren. En su funeral, su primo comentó que con la muerte de Kok, la última esperanza de los Griquas para un estado independiente en el sur de África también había muerto
Después de caer bajo el dominio británico, Griqualand Este fue administrado por los británicos como una colonia separada durante varios años. Durante este tiempo, el Oficina colonial ejerció una presión considerable sobre el gobierno de la vecina Colonia del Cabo para anexar el territorio costoso y turbulento. Sin embargo, el Cabo, recientemente bajo un sistema de gobierno responsable, era reacio a asumir la responsabilidad de Griqualand Este debido a sus considerables gastos y su población considerablemente resentida.

### Incorporación a la Colonia del Cabo (1879)
Aunque inicialmente el Cabo se había negado a anexar el territorio, se llegó a un acuerdo después de una negociación sustancial y en 1877 el Parlamento del Cabo aprobó la Ley de Anexión Oriental de Griqualand (Ley 38 de 1877). El acto sólo se promulgó dos años más tarde el 17 de septiembre de 1879, cuando cuatro magistrados se establecieron, en Kokstad, Matatiele, Monte Frere y Umzimkulu. El territorio también recibió dos escaños elegidos en el Parlamento del Cabo, que en ese momento fue elegido a través del multirracial "Franquicia Calificada de Cabo" sistema, por el cual las calificaciones para el sufragio se aplicaron a todos los hombres, independientemente de su raza.
El pueblo Griqua solo había sido una pequeña minoría gobernante de la población de Griqualand Este. Una vez que se terminó el dominio de Griqua independiente, la gente pondo xhosa, que había constituido durante mucho tiempo la mayoría de la población de Griqualand Este, llegó a poseer cantidades crecientes de tierra en la zona, junto con los colonos europeos recién llegados. Estos factores demográficos llevaron a una dilución adicional de la identidad de Griqua y un siglo después, bajo apartheid, el territorio se incorporó a la "patria" Xhosa de la Transkei.

## Girqua en la actualidad
Cuando la Unión de Sudáfrica se formó en 1910, la Colonia del Cabo cambió su nombre a "Provincia del Cabo", y durante la década de 1980, parte del antiguo Griqualand East se dividió en el Transkei, uno de los cuatro bantustanes nominalmente independientes. En 1994, poco antes de las primeras elecciones universales, se incorporó a la parte sur de la provincia de KwaZulu-Natal. Kokstad conservó su nombre y es hoy una de las principales ciudades del Distrito Municipal Harry Gwala.